# 曽於市立財部北中学校
曽於市立財部北中学校（そおしりつたからべきたちゅうがっこう）は、鹿児島県曽於市財部町北俣にあった市立中学校。

## 概要
市町村合併で曽於市が誕生する以前は、財部町立北中学校であった。曽於市の誕生により、校名が北中から財部北中となった。平成18年5月現在の生徒数は32名で、各学年1学級の小規模校であった。
2012年3月11日に閉校式が行われ、2012年度より曽於市立財部中学校に統合された。

## 沿革
- 1947年（昭和22年） - 財部町立北中学校として設置される。
- 2005年（平成17年） - 財部町などが新設合併し曽於市となったのに伴い、曽於市立財部北中学校に改称。
- 2012年（平成24年）3月11日 - 閉校式が行われる[1]。